# Molí de Can Barba
El Molí de Can Barba és un molí polvorer del municipi de Castellar del Vallès (Vallès Occidental) convertit posteriorment en fàbrica de riu, dedicada a la indústria tèxtil. És una obra inclosa en l'Inventari del Patrimoni Arquitectònic de Catalunya.

## Descripció
Una part de les instal·lacions de l'empresa "Vda. de J. Tolrà" està situada en el lloc de Can Barba, nom que fa referència al molí polvorer que precedí a la creació d'aquesta empresa tèxtil a mitjans del segle xix. El creixement i la continuïtat d'aquesta provocà, per necessitats d'espai i modernització, la desaparició de l'antic molí, així com la creació de noves naus en diferents èpoques.
Del conjunt format per la indústria i diverses cases construïdes per l'empresa i destinades a l'allotjament del càrrecs directius. Destaca l'edifici més antic, disposat amb planta basilical, per tal de proporcionar més il·luminació a la nau. El material utilitzat és la pedra barrejada amb morter. Aquest tipus arquitectònic basilical no és el més freqüent en les indústries de l'època a Castellar del Vallès, essent més habitual la nau de planta rectangular i teulada de doble vessant amb diverses plantes (tres o quatre) i gran nombre de petites finestres, així com la disposició desordenada de diversos cossos.

## Història
Les primeres constàncies de la seva existència daten de principis del segle xviii (1620) existia en aquest emplaçament un molí polvorer anomenat Can Barba. Aquest molí el trobem esmentat en el Reial Cadastre de Castellar del Vallès que portà a terme José de Patiño l'any 1716. En aquest moment, Can Barba, ja era un molí draper. Als segles xviii i xix el molí continua amb la seva funció de molí draper fins que l'any 1866 Josep Tolrà Abellà, metge de Castellar, llogà el molí per tal d'instal·lar-hi filatura i telers de cotó per a la seva empresa que havia fundat el 1856. El desenvolupament de l'empresa va permetre que l'any 1895 comptava ja amb 428 telers de cotó que eren moguts per tres rodes d'aigua i per una instal·lació de vapor. L'expansió de l'empresa i la seva continuïtat de més d'un segle, ha suposat l'ampliació i modificació de les edificacions, ampliacions que feren desaparèixer dos antics molins, el de Cal Xom, fariner i bataner, i el molí de la Farga, on a finals del segle xix funcionava un martinet per treballar l'aram. En una de les dependències de la casa de Can Barba existí una capella dedicada a Sant Esteve.
El creixement i la continuïtat de l'empresa va provocar, per necessitats d'espai i modernització, la desaparició de l'antic molí, així com la creació de noves naus industrials en diferents èpoques. Del conjunt format per la indústria i diverses cases construïdes per l'empresa i destinades a l'allotjament del càrrecs directius. Destaca l'edifici més antic, disposat amb planta basilical, per tal de proporcionar més il·luminació a la nau. El material utilitzat fou la pedra barrejada amb morter. Aquest tipus arquitectònic basilical no és, precisament, el més freqüent en les indústries de l'època a Castellar del Vallès, cosa que atorga al molí de Can Barba certa singularitat.
Amb les inundacions del 1962, la fàbrica va quedar totalment negada per la crescuda del Riu Ripoll. Afortunadament, el responsable de fer sonar la sirena va preveure aquesta situació i feu sonar el Bram (nom popular que tenia la sirena de la fàbrica) per a desallotjar tots els treballadors. Tan sols dos del treballadors, Fidel Guasch i Anna Maria Pagès, van quedar penjats d'uns embarrats a la fàbrica de Can Barba.